# Lynnville Township
Die Lynnville Township ist eine von 24 Townships im Ogle County im Norden des US-amerikanischen Bundesstaates Illinois.

## Geografie
Die Lynnville Township liegt im Norden von Illinois rund 120 km westlich von Chicago. Die Grenze zu Wisconsin liegt rund 55 km nördlich; der Mississippi, der die Grenze zu Iowa bildet, befindet sich rund 100 km westlich.
Die Lynnville Township liegt auf 42°01′15″ nördlicher Breite und 89°00′08″ westlicher Länge und erstreckt sich über 90,4 km². 
Die Lynnville Township liegt im Osten des Ogle County und grenzt im Osten an das DeKalb County, das bereits zur Metropolregion Chicago gehört. Innerhalb des Ogle County grenzt die Lynnville Township im Süden an die Dement Township, im Südwesten an die Flagg Township, im Westen an die White Rock Township, im Nordwesten an die Scott Township und im Norden an die Monroe Township.

## Verkehr
Durch die Lynnville Township verläuft in Nord-Süd-Richtung die Interstate 39, die hier mit dem U.S. Highway 51 über die gleiche Strecke führt. Im südwestlichen Zentrum kreuzt die Illinois State Route 64. Alle weiteren Straßen sind County Highways sowie weiter untergeordnete und zum Teil unbefestigte Fahrwege.
Der nächstgelegene Flugplatz ist der rund 15 km südwestlich der Township gelegene Rochelle Municipal Airport; der nächstgelegene größere Flughafen ist der rund 30 km nordnordwestlich gelegene Chicago Rockford International Airport am südlichen Stadtrand von Rockford.

## Bevölkerung
Bei der Volkszählung im Jahr 2010 hatte die Township 642 Einwohner. Der größte Teil der Bevölkerung lebt in der gemeindefreien Siedlung Lindenwood im Norden der Township.